# YKK (azienda)

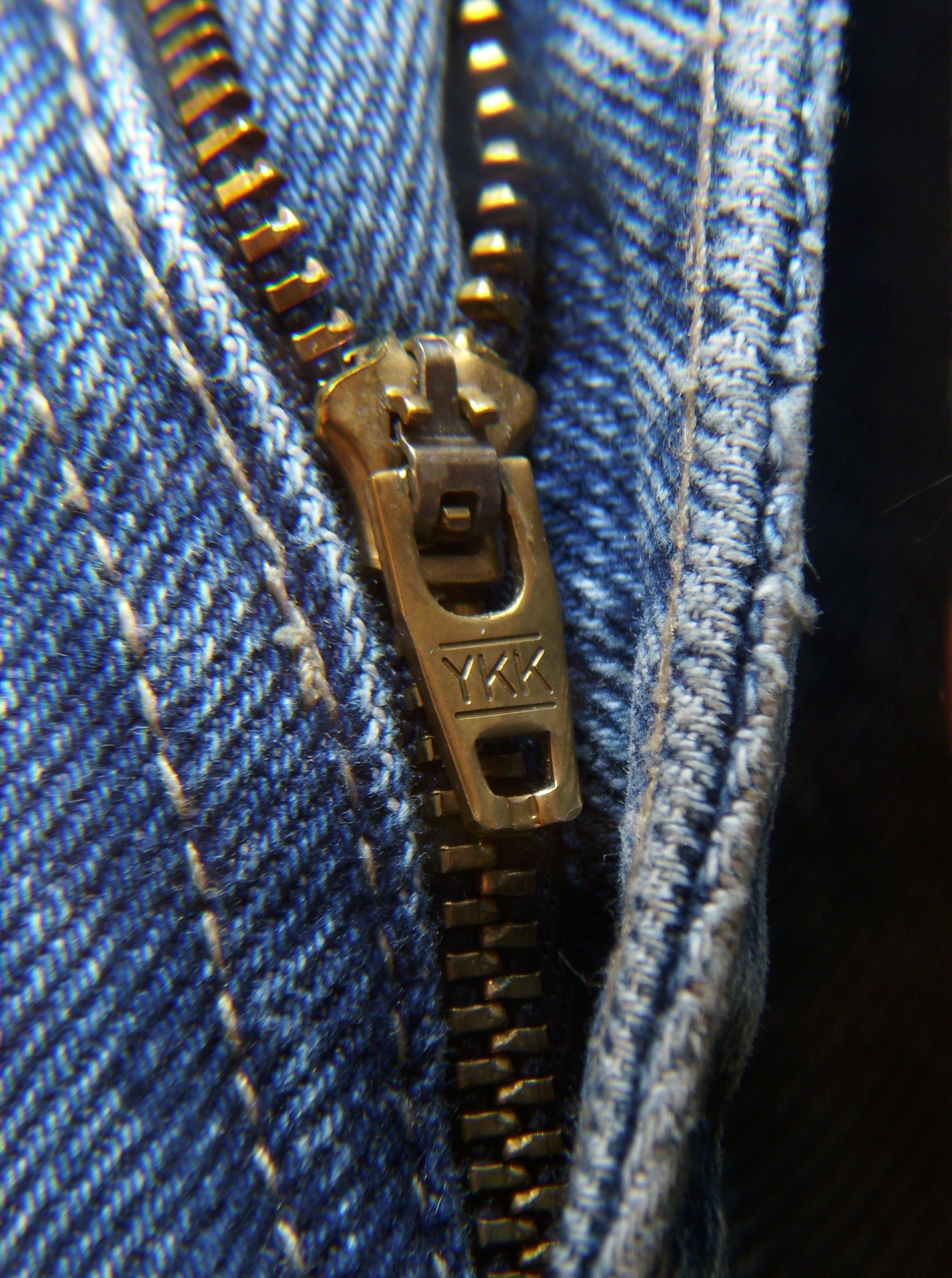
Cerniera lampo YKK di un blue jeans

Il Gruppo YKK (YKKグループ?, Waikeikei Gurūpu) è un'azienda giapponese tra i maggiori produttori mondiali di accessori da chiusura (cerniere lampo e fibbie in primis). YKK è l'acronimo di Yoshida Kōgyō Kabushiki gaisha (吉田工業株式会社? lit. "Yoshida Manufacturing Corporation"), l'originario nome della società viene modificato in YKK Corporation nel 1994.
Il marchio YKK si trova impresso su entrambi i lati del cursore delle cerniere prodotte dall'azienda.

## Storia
Il gruppo giapponese ha iniziato l'attività nel 1934 sotto la guida del fondatore Tadao Yoshida. Negli anni sessanta è iniziata la diversificazione produttiva che ha portato l'azienda nel settore dei prodotti per l'edilizia.
Oggi YKK è una multinazionale con sede a Tokyo e presente in 73 nazioni. Nel 2017 ha raggiunto un fatturato di 747,76 miliardi di yen, pari a circa 6 miliardi di euro.
Nel 2007 la YKK viene indagata dalla Commissione europea per cartello assieme ad altre aziende come la Prym Group.